# Comună
Comuna (din franceză commune) este o unitate administrativ-teritorială (de nivelul 2, 3 sau 4) într-o serie de țări.
În majoritatea cazurilor comunele sunt entități rurale, dar, de asemenea pot fi și urbane sau mixte. De obicei, comunele, ca unitate administrativă, sunt denumite după localitatea de reședință din cadrul comunei.

## Nivelul 1
- Comunele din Liechtenstein (germană Gemeinden)
- Comunele Muntenegrului (muntenegreană Општина, opština)

## Nivelul 2
- Comunele Beninului (franceză communes)
- Comunele Bulgariei (bulgară община, obștina)
- Comunele din Burundi (franceză communes)
- Comunele Danemarcei (daneză kommuner)
- Comunele Groenlandei (daneză Kommuner, groenlandeză Kommunia)
- Comunele Norvegiei (norvegiană kommuner)
- Comunele Portugaliei (portugheză município sau concelho)
- Comunele Republicii Moldova
- Comunele României
- Comunele Suediei (suedeză kommun)
- Comunele din Țările de Jos (neerlandeză gemeenten)

## Nivelul 3
- Comunele Angolei (portugheză comuna(s))
- Comunele Austriei (germană Gemeinden)
- Comunele Belgiei (neerlandeză gemeenten, franceză communes, germană Gemeinden)

- Comunele Cambodgiei (khmeră ឃុំ, khum)
- Comunele Camerunului (franceză communes)
- Comunele din Chile (spaniolă comunas)
- Comunele Coastei de Fildeș (franceză communes)
- Comunele Elveției (germană Gemeinden; franceză communes; italiană comuni; retoromană vischnancas)
- Comunele Finlandei (finlandeză kunta; suedeză kommun)
- Comunele Greciei (greacă δήμοι, dímoi)
- Comunele din Haiti (franceză communes)
- Comunele Italiei (italiană comuni)
- Comunele Lituaniei (lituaniană seniūnija
- Comunele Luxemburgului (franceză communes, germană Gemeinden)
- Comunele Madagascarului (malgașă kaominina)
- Comunele Nigerului (franceză communes, communes urbaines, communes rurales)
- Comunele Republicii Centrafricane (franceză communes)
- Comunele Federației Ruse (rusă сельсовет. selsovet)
- Comunele Slovaciei (slovacă obec)
- Comunele Ucrainei (ucraineană сільрада, silrada)

## Nivelul 4
- Comunele Franței (franceză communes)
- Comunele Germaniei (germană Gemeinden)
- Comunele Senegalului (franceză communes)